# Moscato
Pour les articles homonymes, voir Moscato (homonymie).
 (mai 2017).
Si vous disposez d'ouvrages ou d'articles de référence ou si vous connaissez des sites web de qualité traitant du thème abordé ici, merci de compléter l'article en donnant les références utiles à sa vérifiabilité et en les liant à la section « Notes et références ».
Les moscato sont des vins de muscat italiens.
Ces vins sont produits dans le Piémont. Ce sont des vins pétillants fruités avec un degré alcoolique compris entre 5 et 8 dégrés. Ce sont des vins doux et légers  proposant des arômes fruités et floraux. Leur degré alcoolique varie entre 5 à 8°. Le Moscato d'Asti est un des plus connus. Légèrement sucrés ces vins sont proches du jus de fruit frais.  On trouve également le Moscato di Cagliari, le Moscato di Sardegna, le Moscato di Sorso Sennor, le Moscato di Noto, le Moscato, le Moscato di Pantelleria, le Moscato Passito di Pantelleria et le Moscato di Siracusa .